# Tervel (město)
Tervel (bulharsky Тервел) je město ležící v severním Bulharsku na Ludogorskě plošině. Je správním střediskem stejnojmenné obštiny a žije v něm přibližně 6 300 obyvatel.

## Historie
Na území dnešního města ve starověku existovalo sedm osad, jak dokládají archeologické nálezy. Žili v nich příslušníci thráckého kmene Getů. Byly zde nalezeny keramické nádoby datované do 4. – 3. století před naším letopočtem, bronzová mince z doby Filipa Makedonského, římská mince z doby Marka Antonia, mince ražené římským císařem Konstantinem Velikým a další. Ve 3. století našeho letopočtu byla oblast začleněna do provincie Skythia Minor s hlavním městem Tomi (nyní Constanța). Po příchodu Bulharů patřilo zdejší sídliště k množství sídel, která v 8. – 10. století vzkvétala v celé Dobrudže.
První písemné zmínky o osadě lze nalézt v tureckých dokumentech z roku 1673, kde je zaznamenána jako Kurtbunar, překladem „vlčí studna“. V roce 1878 se stala součástí Bulharského knížectví. Po roce 1879 se zde usadily rodiny z jiných oblastí obývaných Bulhary, především uprchlíci od Drinopole, a dále přišli úředníci, právníci, soudci a mnohem později první lékař. V roce 1882 se osada stala centrem místní obštiny. V roce 1893 tu bylo založeno čitalište Razvitie. Po druhé balkánské válce byla obec až do roku 1940 součástí Rumunska. Na základě dohody z Craiovy byla Jižní Dobrudža v roce 1940 navrácena Bulharsku a záhy poté, 27. června 1942, byla ves přejmenována na současný název podle bulharského chána Tervela.
Po 9. září 1944 se vesnice Tervel rychle rozrůstala a v roce 1947 byla elektrifikována. Vodovod byl postaven v roce 1952. Dne 30. ledna 1960 byla dekretem Národního shromáždění č. 38 obec Tervel prohlášena městem. Politická změna v roce 1989 vyvolala ve městě vážné socioekonomické a demografické problémy, ze kterých se město začalo zotavovat a stabilizovat až ve druhém desetiletí 21. století.

## Obyvatelstvo
Níže uvedená tabulka ukazuje vývoj populace města od třicátých let (1934–2021):
| Rok      | 1934  | 1946  | 1956  | 1965  | 1975  | 1985  | 1992  | 2001  | 2011  | 2021  |
| Populace | 1 257 | 1 766 | 4 682 | 5 728 | 6 581 | 7 779 | 7 972 | 7 255 | 6 062 | 5 385 |

K 15. prosinci 2024 ve městě žilo 6 265 obyvatel a bylo zde trvale hlášeno 7 385 obyvatel. Podle sčítání z 1. února 2011 bylo národnostní složení následující:
- Bulhaři: 4 051 (72.5 %)
- Turci: 1 194 (21.4 %)
- Romové: 273 (4.9 %)
- ostatní[p 2]: 70 (1.3 %)